# Heinrich Fomferra
Heinrich Fomferra (* 19. November 1895 in Essen-Schonnebeck; † 31. Mai 1979 in Berlin) war ein deutscher Kommunist, Abteilungsleiter im Ministerium für Staatssicherheit der DDR und zuletzt Oberst der Nationalen Volksarmee.

## Leben und Tätigkeit

### Jugend und politische Anfänge
Fomferra, Sohn eines Bergarbeiters, besuchte die Volksschule und arbeitete anschließend als Berg- und Ziegeleiarbeiter. 1912 wurde er Mitglied der SPD.
Von 1915 bis 1918 nahm Fomferra als Wehrpflichtiger am Ersten Weltkrieg teil. Nach seiner Entlassung aus der Reichswehr arbeitete er zunächst wieder in Essen-Stoppenberg unter Tage im Steinkohlenbergbau. Im Januar 1919 schloss sich Fomferra zunächst der USPD an. Im März 1920 beteiligte er sich als Kämpfer der Roten Ruhrarmee an der Niederschlagung des Kapp-Putsches. Im Nachgang des Kapp-Putsches schloss sich Fomferra der Kommunistischen Arbeiterpartei Deutschlands an. Als er in deren Auftrag die Kasse des Straßenbahndepots in Essen-Schonnebeck überfiel, wurde er noch 1920 zu 18 Monaten Zuchthaus verurteilt, die er in Münster und dessen Außenkommando Königsmoor absaß. Nach der Haftentlassung war er zunächst als Bauarbeiter in Essen und später als Zimmermann in Jena tätig. Dort wurde er erstmals Mitglied einer proletarischen Hundertschaft. Im März 1923 kehrte Fomferra ins Ruhrgebiet zurück, trat in die Kommunistische Partei Deutschlands (KPD) über und wurde einige Zeit später Leiter der Proletarischen Hundertschaften des Ruhrgebiets. Diese wurden jedoch im Verlaufe des Deutschen Oktobers im Herbst 1923 aufgelöst.
Fomferra wurde daraufhin im Februar 1924 erneut verhaftet und wegen Waffen- und Sprengstoffbesitzes zu 16 Monaten Gefängnis verurteilt, die er im Bielefelder Gefängnis absaß.
Nach seiner Haftentlassung war Fomferra von 1925 bis 1930 in Essen mit zeitweiligen Unterbrechungen in verschiedenen Tätigkeiten als Bau-, Straßen- und Druckereiarbeiter tätig. In Stoppenberg fungierte er als Leiter der Ortsgruppe des Roten Frontkämpferbundes (RFB). In den Jahren 1926 und 1927 war er Kassierer des RFB für ganz Essen, anschließend wirkte er ab 1928 als Politischer Leiter der KPD-Ortsgruppe Stoppenberg und Mitarbeiter der Organisationsabteilung der KPD-Bezirksleitung Ruhr.

### Tätigkeit im Ausland (1929 bis 1945)
Im November 1929 wurde Fomferra unter dem Decknamen Karl Schwarzmann neben Hermann Dünow zur Teilnahme am ersten Lehrgang der Militärpolitischen Schule (M-Schule) der Komintern nach Moskau geschickt. Anschließend gehörte er zu den Mitarbeitern des Militärapparats der KPD-Bezirksleitung Ruhr und leitete ab 1932 die Betriebsberichterstattungsgruppe in den Essener Krupp-Werken. Im November 1932 kehrte Fomferra nach Moskau zurück, wo er nun von 1932 bis 1935 als Lehrer für Brandstoffe sowie Waffen- und Sprengstoffkunde an der Militärpolitischen Schule der Komintern arbeitete. In dieser Stellung unterstand er Wilhelm Zaisser. Anschließend übernahm Fomferra Aufgaben als Kurier für den Geheimdienst der Komintern.
Von Juli 1936 bis 1937 wurde Fomferra als Angehöriger der Internationalen Brigaden im Spanischen Bürgerkrieg auf Seiten der Republikaner eingesetzt. Er diente dort zunächst im Range eines Capitán (Hauptmann) in der XIV. Internationalen Brigade als Batteriekommandeur, später war er als Organisator und Lehrer einer Partisanenschule mit der Identität eines Österreichers unter dem Namen Hans Laber tätig.
Im Mai 1937 kehrte Fomferra nach Moskau zurück, wo er nun einen funktechnischen Lehrgang des sowjetischen Militärnachrichtendienstes GRU besuchte. Im Rahmen seiner anschließenden Tätigkeit für den Apparat der GRU hielt er sich 1938 zeitweise illegal in Deutschland auf. Von August bis zum November 1938 wurde er dann Johann Wenzel in Belgien als Funker zur Seite gestellt.
Danach kehrte Fomferra zunächst wieder zur Ausbildung an die GRU-Schule nach Moskau zurück. Zwischen Mai und Oktober 1939 kam Fomferra erneut zu Auslandseinsätzen in Paris, Brüssel und der Schweiz. Im November 1939 erhielt er den Auftrag, nach Ungarn zu gehen, um dort eine lokale GRU-Residentur für Sabotage in der deutschen Rüstungsindustrie aufzubauen. Ab 1940 hielt er sich in der Slowakei auf. Dort war er beteiligt am Aufbau von Partisaneneinheiten und an deren Einsatzplanung.
Von den nationalsozialistischen Polizeiorganen war Fomferra derweil als Staatsfeind eingestuft worden: Im Frühjahr 1940 setzte das Reichssicherheitshauptamt in Berlin ihn auf die Sonderfahndungsliste G.B., ein Verzeichnis von Personen, die im Falle einer erfolgreichen Invasion und Besetzung der britischen Inseln durch die Wehrmacht von den Besatzungstruppen nachfolgenden Sonderkommandos der SS mit besonderer Priorität ausfindig gemacht und verhaftet werden sollten.
Im Februar 1942 wurde Fomferra von der Gestapo verhaftet und an das Bezirksgericht Bratislava überstellt. Dieses verurteilte ihn zu zwölf Jahren Zuchthaus, die er zeitweise im Zuchthaus Ružomberok verbrachte. 1944 wurde Fomferra durch slowakische Partisanen aus dem Zuchthaus befreit und er nahm am Slowakischen Nationalaufstand teil. Danach war er als Politkommissar einer Partisaneneinheit und kurzfristig auch im provisorischen slowakischen Innenministerium tätig.

### Nachkriegszeit
Nach Kriegsende 1945 kehrte Fomferra nach Deutschland in die Sowjetische Besatzungszone zurück. Dort wurde er ab Juni 1945 zunächst als Personalchef des Landesforstamtes der Provinzialverwaltung Brandenburg eingesetzt. Im Oktober 1946 wechselte er zur Deutschen Verwaltung des Innern (DVdI). wo er als Oberregierungsrat in der Polizei-Abteilung K 5 tätig war. Nachdem er von Februar bis August 1949 als Mitarbeiter in die Hauptabteilung Politkultur versetzt worden war, wechselte Fomferra November 1949 in die Hauptverwaltung zum Schutze der Volkswirtschaft, dem unmittelbaren Vorläufer des Ministeriums für Staatssicherheit (MfS).
Nach Gründung des MfS im Februar 1950 wurde Fomferra in das neue Ministerium übernommen und als Leiter der Abteilung Erfassung und Statistik eingesetzt. 1951 übernahm er die Leitung des Sekretariats des Staatssicherheitsministers Wilhelm Zaisser, dem er schon einmal unterstellt war. 1952 wurde Fomferra mit dem Vorsitz der Parteikontrollkommission (PKK) innerhalb des MfS betraut. Im Dezember 1953 wurde er beurlaubt und von seinen Funktionen im Staatssekretariat für Staatssicherheit entbunden. Offizieller Grund waren angeblich Aussagen, die Fomferra 1942 bei der Gestapo getätigt haben soll. Der Historiker Jens Gieseke sieht aber eher die Nähe zum entlassenen Minister Wilhelm Zaisser als Grund.
Formal blieb Fomferra weiterhin dem Staatssekretariat für Staatssicherheit (SfS) unterstellt, da er ab Mai 1954 im Range eines Oberstleutnants in den Dienst der Deutschen Grenzpolizei trat, die dem SfS unterstellt war. Am Standort Pätz wirkte Fomferra bis Ende 1956 als Vorsitzender der Parteikontrollkommission der Deutschen Grenzpolizei.

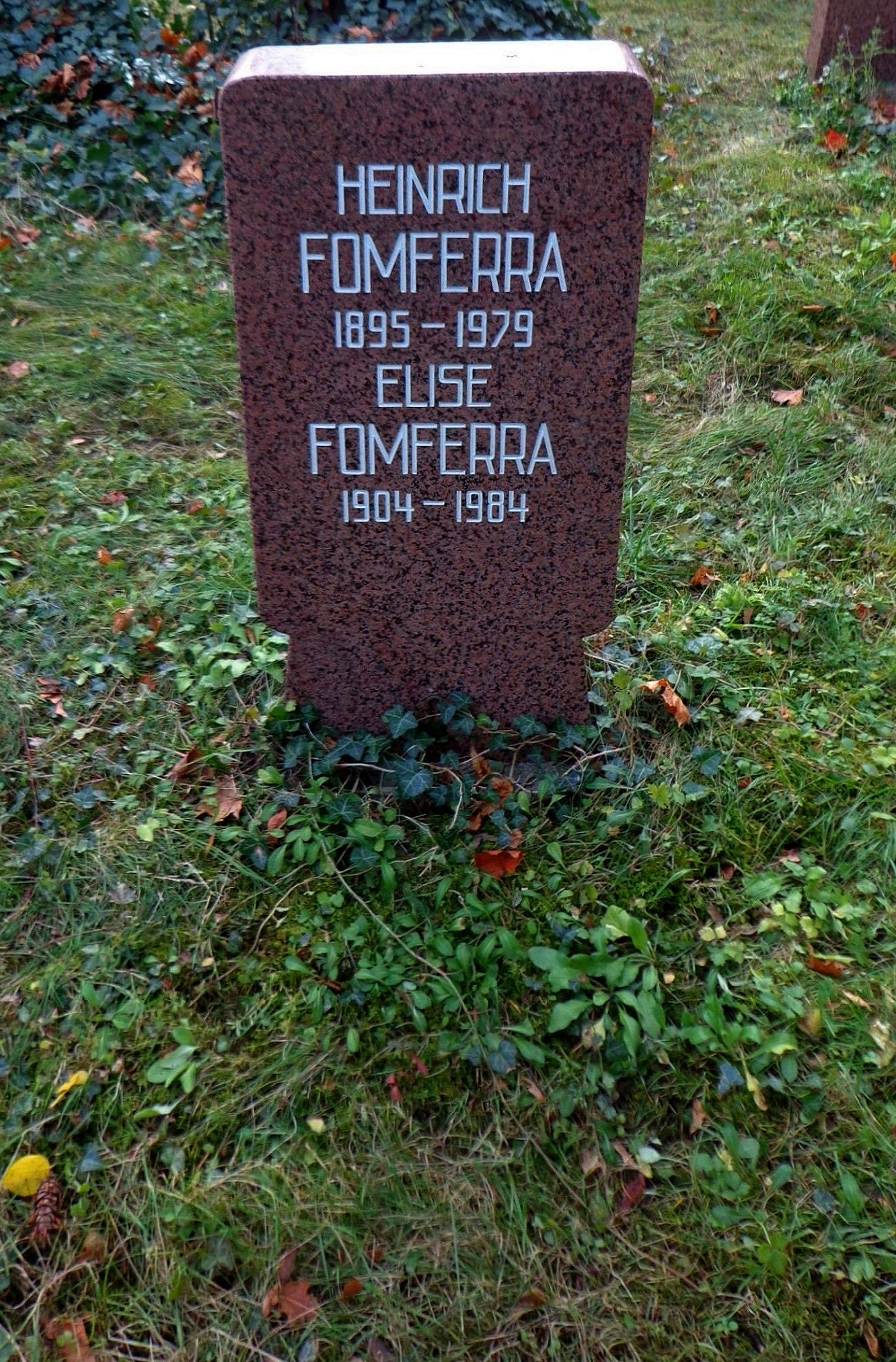
Grabstätte

1957 wechselte Fomferra in den Bereich des noch jungen Ministeriums für Nationale Verteidigung. Gustav Röbelen war vom Ministerium beauftragt worden, eine Truppe aufzubauen, die bei Angriffshandlungen der Bundeswehr auf die DDR im Hinterland des Feindes eine wirksame Partisanentätigkeit entfalten sollte. Für diese zunächst als Dienststelle R.(öbelen) geführte Einrichtung, später wurde sie offiziell Verwaltung für patriotische Erziehung der NVA genannt, stellte Röbelen oft unter Umgehung der üblichen Dienstwege ca. 60 Mitarbeiter ein, darunter auch Fomferra, der einer der stellvertretenden Leiter der Dienststelle wurde. Nachdem allerdings eine Kontrollgruppe der Kaderverwaltung der NVA ernsthafte Mängel bei der fachlichen Qualifizierung des Personals und ernsthafte Verstöße gegen Sicherheitsbestimmungen festgestellt hatte, wurde Röbelen noch während der Untersuchung der Kontrollgruppe beurlaubt und zusammen mit Fomferra zum Ende des Jahres 1959 aus dem aktiven Dienst in der NVA verabschiedet. Nach seiner Berentung 1961 wurde Fomferra 1962 nachträglich noch zum Oberst der NVA befördert. Er lebte zuletzt als Arbeiterveteran in Berlin-Friedrichshain.
Seine Urne wurde in der Grabanlage Pergolenweg des Berliner Zentralfriedhofs Friedrichsfelde beigesetzt.

## Auszeichnungen
- 1956 Hans-Beimler-Medaille
- Medaille für Kämpfer gegen den Faschismus
- 1962 nachträgliche Beförderung zum Oberst a. D.
- 1964 Erinnerungsmedaille des slowakischen Nationalaufstandes (zusammen mit Elise Fomferra)[7]
- 1956 Vaterländischer Verdienstorden (VVO) in Silber, 1965 und 1970 VVO in Gold
- 1975 Karl-Marx-Orden
- 1975 Erinnerungsmedaille zum 30. Jahrestag der Befreiung der ČSR

## Schriften (Auswahl)
- In besonderer Mission. In: Horst Köpstein (Hrsg.): Beiderseits der Grenze. Über den gemeinsamen antifaschistischen Widerstandskampf von Deutschen, Tschechen und Slowaken 1939 bis 1945. Deutscher Militärverlag: Berlin 1965
- Wie ich Politkommissar einer Partisaneneinheit wurde. In: Heinz Voßke (Hrsg.): Im Kampfe bewährt. Berlin 1969